# Тириоло
Тирио̀ло (на италиански: Tiriolo) е малко градче и община в Южна Италия, провинция Катандзаро, регион Калабрия. Разположено е на 690 m надморска височина. Населението на общината е 3882 души (към 2012 г.).